# Ronggomulyo (Sumber)
Ronggomulyo is een bestuurslaag in het regentschap Rembang van de provincie Midden-Java, Indonesië. Ronggomulyo telt 1633 inwoners (volkstelling 2010).